# Easy Lady
Easy Lady è considerato ufficialmente il singolo di debutto della cantante Ivana Spagna, pubblicato su 45 giri dall'etichetta discografica CBS nel 1986, che anticipa l'album Dedicated to the Moon (1987).

## Storia
I primi esordi della cantante risalgono agli inizi degli anni Settanta, quando, ancora adolescente e con il suo nome di battesimo per intero, incide con scarso successo i due singoli Mamy Blue/È finita la primavera (1971) e Ari ari/Dio mai (1972).
Da quel momento e fino al suo esordio ufficiale, Spagna lavora con importanti artisti come corista oppure fa parte di piccole band come "Opera Madre", da lei stessa creata con la collaborazione del fratello Giorgio 'Theo' Spagna e dell'allora compagno Alfredo 'Larry' Pignagnoli (pseudonimo Abacab), e le Fun Fun, un gruppo tutto al femminile, girando per le discoteche italiane.
In questo periodo incide anche singoli come solista, qualcuno dei quali riscuote un moderato successo, sotto i diversi pseudonimi "Mirage", "Carol Kane", "Barbara York", "Yvonne Kay" e collabora ai brani di grandi artisti italiani e stranieri, rappresentanti dei generi dance, disco e italo disco degli anni 1980.
Ma solo con la pubblicazione e il successo a livello internazionale del singolo Easy Lady, inizialmente realizzato e prodotto dalla stessa cantante per l'etichetta indipendente "Simple Records" e commercializzato unicamente in Francia, ha inizio, nel 1986, la carriera ufficiale dell'artista, che firma un contratto con la casa discografica CBS (poi acquisita da Sony Music) e sceglie come nome d'arte definitivo, semplicemente, il proprio cognome.

## Successo e classifiche
Il singolo, che ha venduto complessivamente oltre 2 milioni di copie, raggiunge i primi posti in diverse classifiche europee e viene certificato disco d'argento in Francia. Solo nel Regno Unito passa quasi inosservato, ma già l'anno seguente e proprio nella classifica UK, il singolo successivo Call Me salirà fino al secondo posto.
In Italia la canzone, tra le più richieste e programmate nell'estate del 1986, diventa la numero uno nelle vendite dei singoli e un autentico tormentone estivo. Spagna partecipa al Festivalbar di quell'anno, dove vince il Discoverde ma non il premio principale (che si aggiudicherà l'anno successivo con Dance Dance Dance). Il brano viene inserito nella compilation Festivalbar '86, che raggiungerà il terzo posto nella classifica degli album italiani, risultando il 26º album più venduto nel 1986. Solo in Italia, il singolo vendette 80.000 copie.
| Classifica (1986) |                        | Posizione massima | Settimane in classifica |
| ----------------- | ---------------------- | ----------------- | ----------------------- |
| Italia(*)         | Italia (bandiera)      | 1                 | 20 (8 al 1°)            |
| Svizzera          | Svizzera (bandiera)    | 2                 | 13                      |
| Francia           | Francia (bandiera)     | 4                 | 22                      |
| Germania          | Germania (bandiera)    | 12                | 15                      |
| Paesi Bassi       | Paesi Bassi (bandiera) | 16                | 11                      |
| Belgio (Vallonia) | Belgio (bandiera)      | 21                | 7                       |
| Austria           | Austria (bandiera)     | 30                | 2                       |
| Regno Unito       | Regno Unito (bandiera) | 62                | 3                       |

(*) Rimane nella classifica dei dischi più venduti in Italia dal 12 luglio al 22 novembre 1986, senza mai scendere sotto il 5º posto dal 2/8 all'8/11 (15 settimane consecutive) e continuativamente nella prima posizione dal 30/8 al 18/10, risultando il terzo singolo più venduto del 1986, e in seguito questa canzone apparve in alcuni film italiani di quel periodo di grande successo come Yuppies 2, e nel trailer cinematografico di Rimini Rimini.

## Video musicale
- Video musicale originale, su YouTube. URL consultato il 14 giugno 2014.

## Tracce
12" Maxi singolo originale (Simple Records SIM-M003)

Lato A
1. Easy Lady (extended version) – 7:00 (testo: testo: Ivana Spagna – musica: musica: Ivana Spagna, Giorgio Spagna, Alfredo Pignagnoli)

Lato B
1. Jealousy (extended version) – 5:25 (testo: testo: Giorgio Spagna – musica: musica: Ivana Spagna, Alfredo Pignagnoli)

7" singolo (CBS A 7019)

Lato A
1. Easy Lady – 4:08

Lato B
1. Jealousy – 3:52

12" Maxi singolo (CBS 12.7019)

Lato A
1. Easy Lady – 6:55

Lato B
1. Jealousy (extended version) – 5:25

12" Maxi singolo Club Remix (CBS A 13.7019, 997 1 37019 6)

Lato A
1. Easy Lady (Club Remix) – 6:40

Lato B
1. Jealousy (extended version) – 5:25

12" Maxi singolo Move On Up Remix (CBS A 13.7019)

Lato A
1. Easy Lady (Move On Up Remix) – 6:40

Lato B
1. Easy Lady (instrumental) – 6:40

La durata della versione sull'album Dedicated to the Moon di Easy Lady è 4:50.

## Altre versioni di Spagna
- 1993 - Remix della "Band of Gypsies" nella raccolta Spagna&Spagna - Greatest Hits (Epic/Sony Music)
- 2002 - Medley con Call Me (già presentato durante i concerti) nel CD maxi singolo Never Say You Love Me (B&G)
- 2004 - Versione reggae nell'album di ri-arrangiamenti L'arte di arrangiarsi (B&G)
- Settembre 2009 - Nel maxi singolo Easy Lady Remake 2009 (Off Records), con diverse nuove versioni del pezzo, ricantato per l'occasione, realizzate dai migliori dj del momento. Disponibile inizialmente solo per il download digitale, entra nella classifica iTunes in 25ª posizione. Lo stesso anno verrà anche pubblicato su CD col titolo Easy Lady (2010 Remake) (Off Records).